# دیوید آلموند
دیوید آلموند (به انگلیسی: David Almond)،(زاده:۱۵ مه ۱۹۵۱) نویسندهٔ کودکان و نوجوانان اهل بریتانیا است؛ که از سال ۱۹۹۸ چندین رمان برای کودکان و نوجوانان نوشته‌است که هر یک از آن‌ها با تحسین منتقدان روبرو شدند.
او یکی از سی نویسنده کودک و یکی از سه نویسنده از کشورانگلستان است که برنده جایزه بین‌المللی هانس کریستین آندرسن شده‌است.